# 阿德里安·安德烈耶夫
阿德里安·安德烈耶夫（英語：Adrian Andreev；2001年5月12日—）是一位保加利亞男職業網球運動員，個人單打最高排名為319名，而雙打最高排名為932名。

## 青年生涯

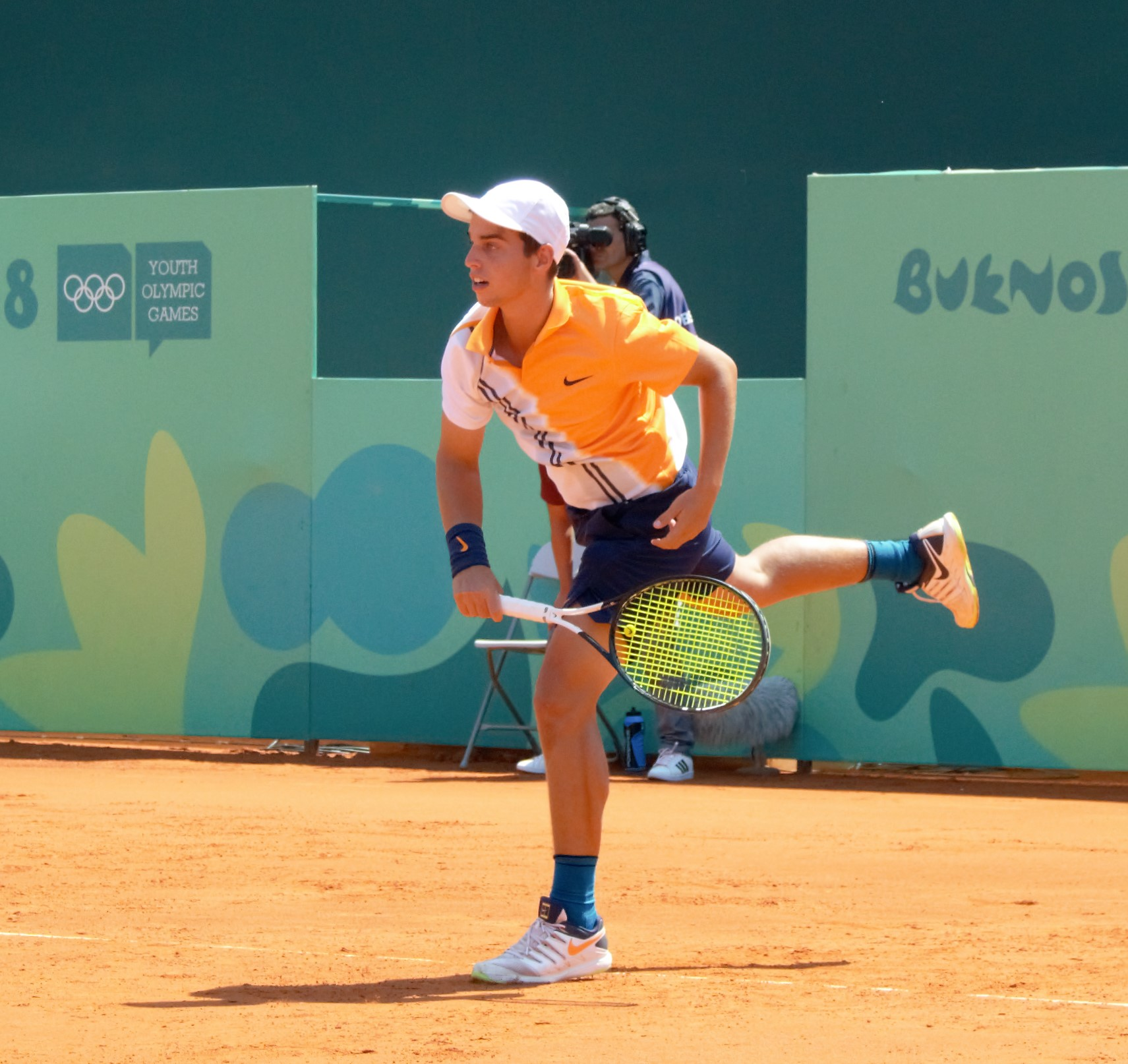
2018年參加青年奧運雙打的安德烈耶夫

青少年時期的安德烈耶夫贏得了2017年埃迪·赫尔青年冠軍賽（Eddie Herr Junior Championships）單打和雙打比賽。
2018年，他夥拍 安东·马图谢维奇贏得了2018年美國網球公開賽青年組雙打冠軍，並在2018年夏季青年奧林匹克運動會網球比賽單打比賽打進半決賽，雙打則進入決賽。2018年ITF青年組年終大師賽，他贏得了銅牌。

## 職業生涯
安德烈耶夫15歲時便首次在ATP賽事參賽，在2016年摩澤爾公開賽資格賽取得外卡，但第一輪輸給米夏埃爾·貝雷爾。
2018年索菲亚公开赛，他取得外卡資格ATP會內賽，但在第一輪輸給丹尼斯·伊斯托明。17歲的安德烈耶夫是首位2001年出生並參加ATP會內賽的球員。他在2019和2020年同樣參加索菲亚公开赛，但同樣地未能成功晉級至第二輪.。
2021年安塔利亚网球公开赛，他成功在資格賽晉級至會內賽並在第一輪擊敗馬塞爾·伊翰取得ATP首勝，但在第二輪輸給阿萊克斯·德·米瑙爾。在2021年新加坡公開賽，他首次擊敗世界排名首100名球員的洛依德·哈里斯，然而他在第二輪輸給阿列克谢·波佩林而止步。賽後他的個人單打排名晉升至382名。然後在索菲亚公开赛，他亦在第一輪輸給米奥米尔·凯茨马诺维奇，使他在此賽輸連輸四年。

## 青年組大滿貫決賽

### 雙打：1 （1冠）
| 賽果 | 年份 | 賽事 | 地面 | 拍擋            | 對手                          | 比分             |
| ---- | ---- | ---- | ---- | --------------- | ----------------------------- | ---------------- |
| 冠軍 | 2018 | 美網 | 硬地 | 安东·马图谢维奇 | 埃米利奥·纳瓦 阿克塞尔·內夫韋 | 6–4, 2–6, [10–8] |

## 外部連結
- 阿德里安·安德烈耶夫（英文/西班牙文）的官方資料